# Pico do Papagaio (Pernambuco)
Der Pico do Papagaio ist die höchste Erhebung im brasilianischen Bundesstaat Pernambuco. Der Berg erreicht eine Höhe von 1260 m, nach einigen Quellen 1185 m.

## Geographie
Der Berg liegt an der nördlichen Grenze zum Bundesstaat Paraíba zwischen den Orten São José de Princesa (Paraíba) sowie Triunfo und Flores (Pernambuco). Der Westhang gehört schon zum nordwestlich benachbarten Bundesstaat. Der Gipfel ist kein Einzelgipfel, sondern eher eine Hügelformation. Ausgebaute Wanderwege führen zum höchsten Punkt, wo auf einem großen Monolith eine kleine Kopie des Cristo Redentor aufgestellt ist sowie in der Nähe eine weitere Statue eines Indigenen mit einer Schlange.